# Ermita de la Virgen de Gracia (Albaida)
La ermita de la Virgen de Gracia es una ermita situada en la calle Virgen de Gracia, 18, en el municipio de Albaida. Es Bien de Relevancia Local con identificador número 46.24.006-014.

## Historia

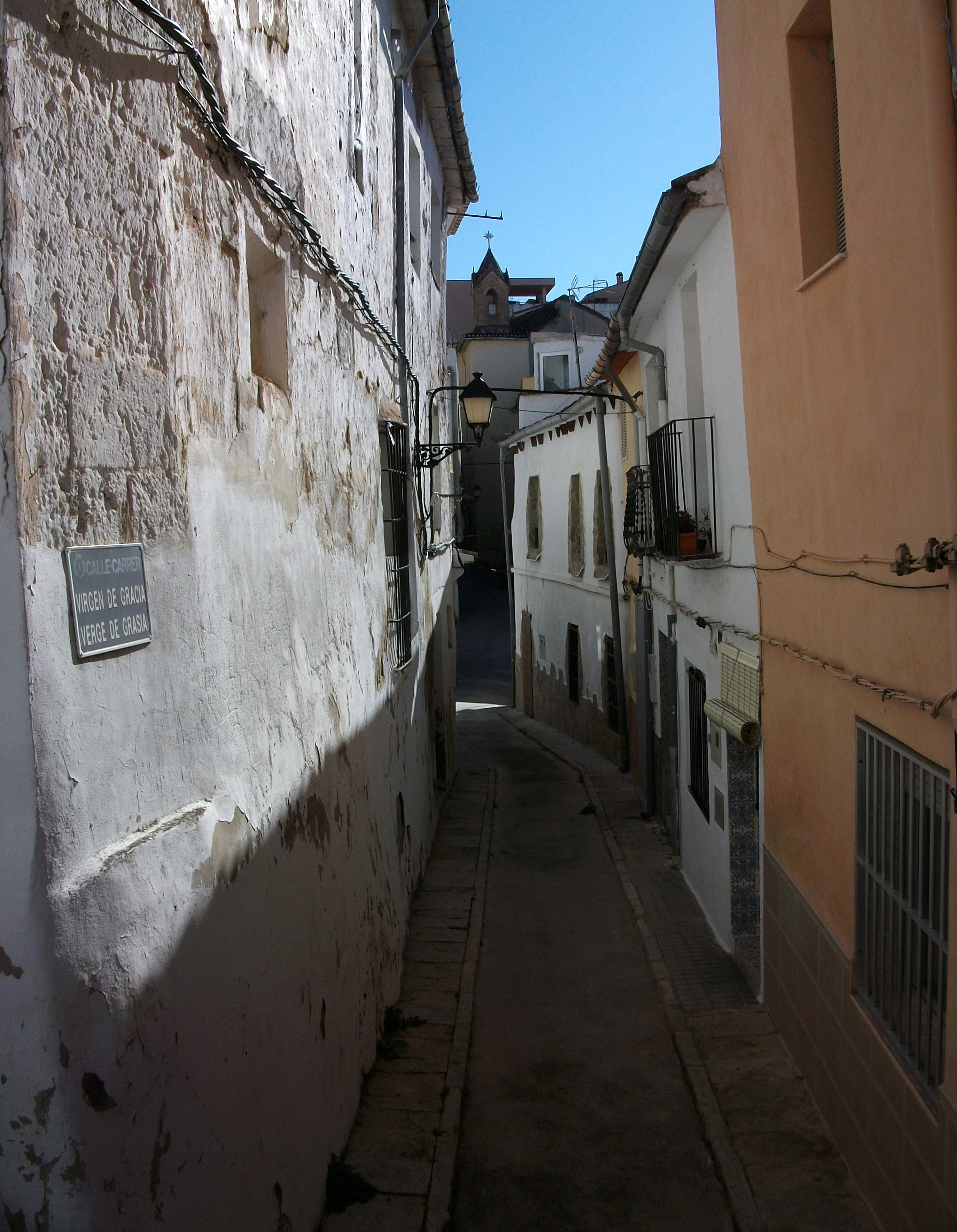
Calle de la Virgen de Gracia.

El templo se encuentra en la calle de su nombre. Es la capilla del Hospital de Beneficencia de las Hermanas de la Caridad. Anteriormente fue un convento dominico arrasado durante la Guerra de la Independencia. Reedificado a principios del siglo XIX, la capilla fue transformada en 1892 al gusto neoclásico.
A inicios del siglo XXI continúa celebrándose en ella culto ocasional.

## Descripción
La fachada es de estilo neoclásico. Se adorna con pilastras de ladrillo, cornisa de piedra y un amplio óculo rodeado por fajón. Sobre él se abre una ventana abocinada de medio punto. Hay dos ventanas más, rectangulares, situadas a ambos lados de la puerta. El campanario, estilizado, está rematado por un agudo chapitel coronado por una cruz.
El interior es de planta circular. Se cubre con una bóveda adornada con lunetos y vidrieras, de cuyo florón central pende una araña de cristal. A los pies se encuentran unas celosías que separan el espacio dedicado a las monjas de la congregación.
Respecto de la decoración interior, en el presbiterio delimitado por una barandilla se halla un retablo clásico de escayola policromada, con imagen de Nuestra Señora de Gracia. Junto a él hay tallas modernas que representan a Santa Luisa de Marillac y San Vicente de Paúl. Se encuentran otras imágenes en el templo, entre las que destaca una pequeña talla de San Vicente Ferrer del siglo XVII, originaria del antiguo convento dominico.